# Anatol Vachnjanyn
Anatol Vachnjanyn, cyrilicí Анатоль Вахнянин (19. září 1841 Sieniawa – 11. únor 1908 Lvov), byl rakouský hudební skladatel a politik ukrajinské národnosti z Haliče, na konci 19. století poslanec Říšské rady.

## Biografie
Působil jako hudební skladatel, spisovatel a veřejný činitel. Vystudoval řeckokatolický seminář ve Lvově a roku 1868 absolvoval Vídeňskou univerzitu. Od roku 1870 vyučoval na akademickém gymnáziu ve Lvově. Podílel se na založení ukrajinské studentské organizace Sič ve Vídni roku 1867. Byl rovněž přítomen u zakládání mnoha hudebních a uměleckých spolků. Spolu s Volodymyrem Šuchevyčem založil Svaz pěveckých a hudebních společností. V roce 1903 takto vznikl Vyšší hudební institut M. Lysenka (pozdější lvovská konzervatoř), který Vachnjanyn řídil od roku 1903 do roku 1906. V letech 1868–1870 byl prvním předsedou ukrajinského spolku Prosvita v Haliči. Napsal libreto i hudbu pro Kupalo, první ukrajinskou operu z Haliče, a složil hudbu pro mnohé další divadelní hry. Překládal z ruštiny a napsal sám čtyři romány, dále četné kratší literární útvary.
Zasedal jako poslanec Haličského zemského sněmu. Byl i poslancem Říšské rady (celostátního parlamentu Předlitavska), kam usedl v doplňovacích volbách roku 1894 za kurii venkovských obcí v Haliči, obvod Žovkva, Sokal, Rava atd. Nastoupil 22. února 1894 místo Edwina Płażka. Mandát zde obhájil ve volbách roku 1897. Ve volebním období 1891–1897 se uvádí jako Anatol Wachnianýn, gymnaziální profesor, bytem Lvov.
Patřil mezi tzv. mladorusíny. Po nástupu na Říšskou radu roku 1894 vystupoval jako oponent rusínského politika Juliana Romančuka a parlamentního Rusínského klubu. Později ale sám mluvil jménem Rusínského klubu. Do voleb roku 1897 šel jako umírněný rusínský kandidát. Po volbách se pak uvádí mezi členy poslaneckého klubu Slovanský křesťansko národní svaz. Prosazoval smířlivé vztahy s Poláky.
Zemřel v únoru 1908.
Jeho zetěm byl literární historik a politik Kyrylo Studynskyj.